# Combretaceae
Combretaceae, biljna porodica u redu mirtolike. Ime je dobila po rodu kombretum (Combretum). Postoji 575 vrsta u dvije potporodice, od čega oko 260 otpada na grmaste penjačice kombretum.

## Opis
Porfodica je drveća, grmlja i lijana s pantropskom rasprostranjenošću, neki članovi se protežu do toplih umjerenih zona. Porodica se širom svijeta sastoji od 11 rodova i oko 400 vrsta, od kojih samo Combretum, Getonia i Meiostemon sadrže lijane. U neotropima porodica je zastupljena s 4 roda i oko 85 vrsta, od kojih samo Combretum ima 33 vrste penjačica. Rod se općenito nalazi na nadmorskoj visini između 200-800 m i javlja se u vlažnim šumama.

## Rodovi
1. Subfamilia Strephonematoideae Engl. & Diels
  1. Strephonema Hook. fil. (3 spp.)
2. Subfamilia Combretoideae Beilschm.
  1. Tribus Laguncularieae Engl. & Diels
    1. Laguncularia C. F. Gaertn. (1 sp.)
    2. Lumnitzera Willd. (2 spp.)
    3. Dansiea Byrnes (2 spp.)
    4. Macropteranthes F. Muell. (5 spp.)

  2. Tribus Combreteae DC.
    1. Subtribus Terminaliinae (DC.) Exell & Stace
      1. Conocarpus L. (2 spp.)
      2. Terminalia L. (286 spp.), terminalija

    2. Subtribus Combretinae Exell & Stace
      1. Guiera Adans. ex Juss. (1 sp.)
      2. Getonia Roxb. (1 sp.)
      3. Combretum Loefl. (272 spp.), kombretum